# Hermesberg
Hermesberg ist eine Ortschaft von Wipperfürth im Oberbergischen Kreis im Regierungsbezirk Köln in Nordrhein-Westfalen (Deutschland). Die Ortschaft gehört zum Ortsteil Thier.

## Lage und Beschreibung
Hermesberg liegt im Süden des Stadtgebietes von Wipperfürth an einer ebenfalls mit Hermesberg bezeichneten 371,8 m hohen Anhöhe nahe der Grenze zu Lindlar. Nachbarorte sind Bergesbirken, Klespe, Grünenberg, Grunewald und Abshof.
Politisch wird der Ort durch den Direktkandidaten des Wahlbezirks 15 (150) Thier im Rat der Stadt Wipperfürth vertreten.

## Geschichte
1466 wurde der Ort erstmals urkundlich in Kirchenrechnungen der katholischen Kirchengemeinde St. Nikolaus in Wipperfürth unter der Ortsbezeichnung Hermersberch erwähnt. Die Karte Topographische Aufnahme der Rheinlande von 1825 zeigt den Schriftzug Hermanns B., jedoch ohne umgrenzten Hofraum. Ab der topografischen Karte der Jahre 1894 bis 1896 sind umgrenzte Flächen mit einzelnen Grundrissen, aber ohne Ortsbezeichnung dargestellt. Erst mit der topografischen Karte von 1955 findet sich die Ortsbezeichnung Hermesberg.

## Busverbindungen
Über die Haltestellen Grünenberg und Grunewald der Linie 332 (VRS/OVAG) ist eine Anbindung an den öffentlichen Personennahverkehr gegeben.

## Wandern
Die vom SGV ausgeschilderten Wege Thierer Rundweg, der örtliche Rundwanderweg A2 und ein Ortswanderweg (Wegzeichen umgedrehtes T) berühren am westlichen Ende den Ort.